# Sungai Rokan Kanan
Sungai Rokan Kanan är ett vattendrag i Indonesien.   Det ligger i provinsen Riau, i den västra delen av landet, 1 100 km nordväst om huvudstaden Jakarta.